# Rogier van Henegouwen
Rogier van Henegouwen of van Bergen (overleden in 1093) was bisschop van Châlons-en-Champagne van 1066 tot 1093. Hij was een zoon van Richilde van Henegouwen en haar eerste echtgenoot, graaf Herman van Bergen.
Na de voortijdige dood van zijn vader in 1051 hertrouwde zijn moeder in hetzelfde jaar met de erfgraaf van Vlaanderen, Boudewijn. Richilde liet Rogier en zijn zuster Gertrude uitsluiten van opvolging in Henegouwen door ze onder te brengen in de geestelijke stand. Dit ten voordele van haar tweede man, die hierop graaf van Henegouwen werd.
Rogier werd tot priester gewijd en werd in 1066 benoemd tot bisschop van Châlons-en-Champagne.